# Tefterdar
Tefterdarul (alternativ: defterdar, în limba turcă otomană: دفتردار) era un înalt dregător în ierarhia administrației otomane, deținând prerogativele unui ministru de finanțe. Odată cu intensificarea relațiilor de subordonare ale Moldovei și Țării Românești față de Imperiul Otoman – în secolele al XVII-lea și al XVIII-lea – terfterdarul era unul dintre dregătorii otomani care aveau influență în problema numirii domnilor acestor două țări.